# Bugia (Argélia)

Mapa da Argélia com a localização de Bugia

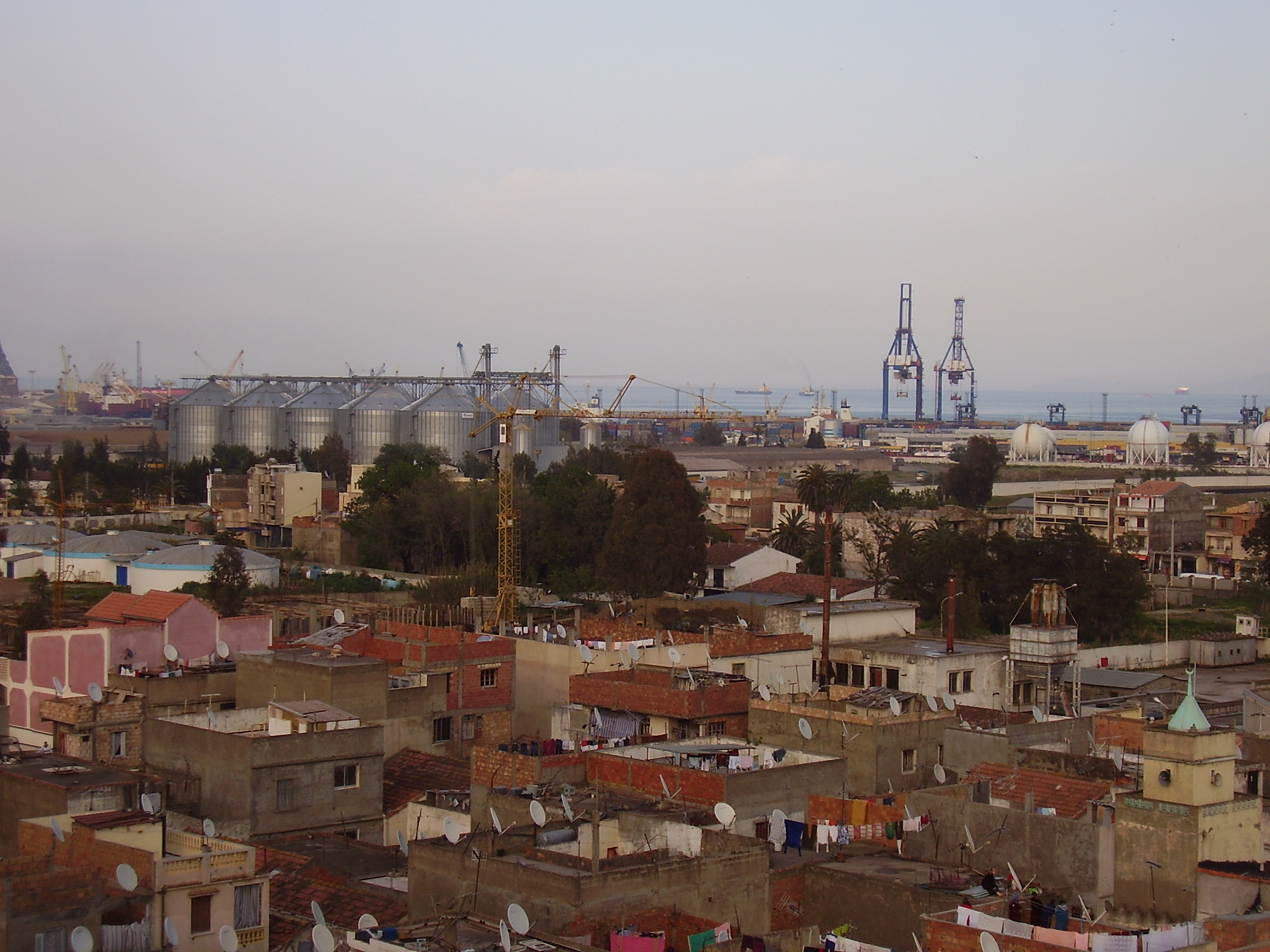
Vista do porto de Bugia

Bugia (Bgayet em cabila;  em tifinague; بجاية‎ em árabe; Bougie, Béjaïa, em francês) é uma cidade portuária no litoral mediterrâneo da Argélia. Capital da província homônima, é banhada pelo golfo de Bugia. É a maior cidade da Cabília e uma das maiores cidades de língua cabila, com 187 076 habitantes (2005).
A cidade constitui-se no principal pólo industrial da Cabília e possui um dos grandes portos de petróleo e comércio do Mediterrâneo, ademais de um aeroporto internacional.

## Etimologia e uso
Segundo J.P. Machado, a antiguidade da forma vernácula parece indicar que o topônimo foi recebido pela língua portuguesa diretamente do árabe بجاية‎ Bidjāya, e não por intermédio do correspondente francês Bougie. Modernamente, os francófonos preferem a forma Béjaïa para a cidade.
Os substantivos comuns "bugia" (tipo de vela com cera e pavio) e "bugio" (sinônimo de macaco) advêm do topônimo Bugia, devido ao fato de que a cidade exportava cera e, possivelmente, macacos.

## História
Em 27 ou 26 a.C., no local da atual Bugia, o Imperador Augusto fundou a colônia Julia Augusta Saldensium Septimana Immunis, para assentar veteranos da VII Legião Cláudia. Esta cidade de Saldas (Saldae) foi incorporada à província da Mauritânia Cesariense em 42.
A cidade foi evangelizada no século V, tornou-se ariana durante o domínio vândalo e, em seguida, com a sua captura pelos berberes, muçulmana.
Na altura do século XI, a cidade foi refundada pela dinastia berbere dos Hamádidas, tornando-se sua capital, bem como um centro cultural e um porto importante. Ali, já na época do Califado Almóada, o filho de um mercador pisano, postumamente conhecido como Fibonacci, aprendeu os numerais arábicos e os levou, juntamente com a matemática, para a Europa medieval. Após a ocupação espanhola (1510–1555), a cidade foi tomada pelos turcos otomanos. Até sua captura pelos franceses em 1833, Bugia era uma base para os piratas da Berbéria.